# Samar (Oekraïne)
Samar (Oekraïens: Самар), tot 2024 Novomoskovsk (Oekraïens: Новомосковськ), is een stad in het oblast Dnjepropetrovsk, Oekraïne met 70.230 inwoners (2021).

## Geografie
De stad ligt aan de rechteroever van de Samara, een zijrivier van de Dnjepr. Aan de overkant van de oever ligt het dorp Pisjtsjanka. Ook heeft de stad een aansluiting met de M18, het Oekraïense deel van de Europese weg 105.

## Geschiedenis

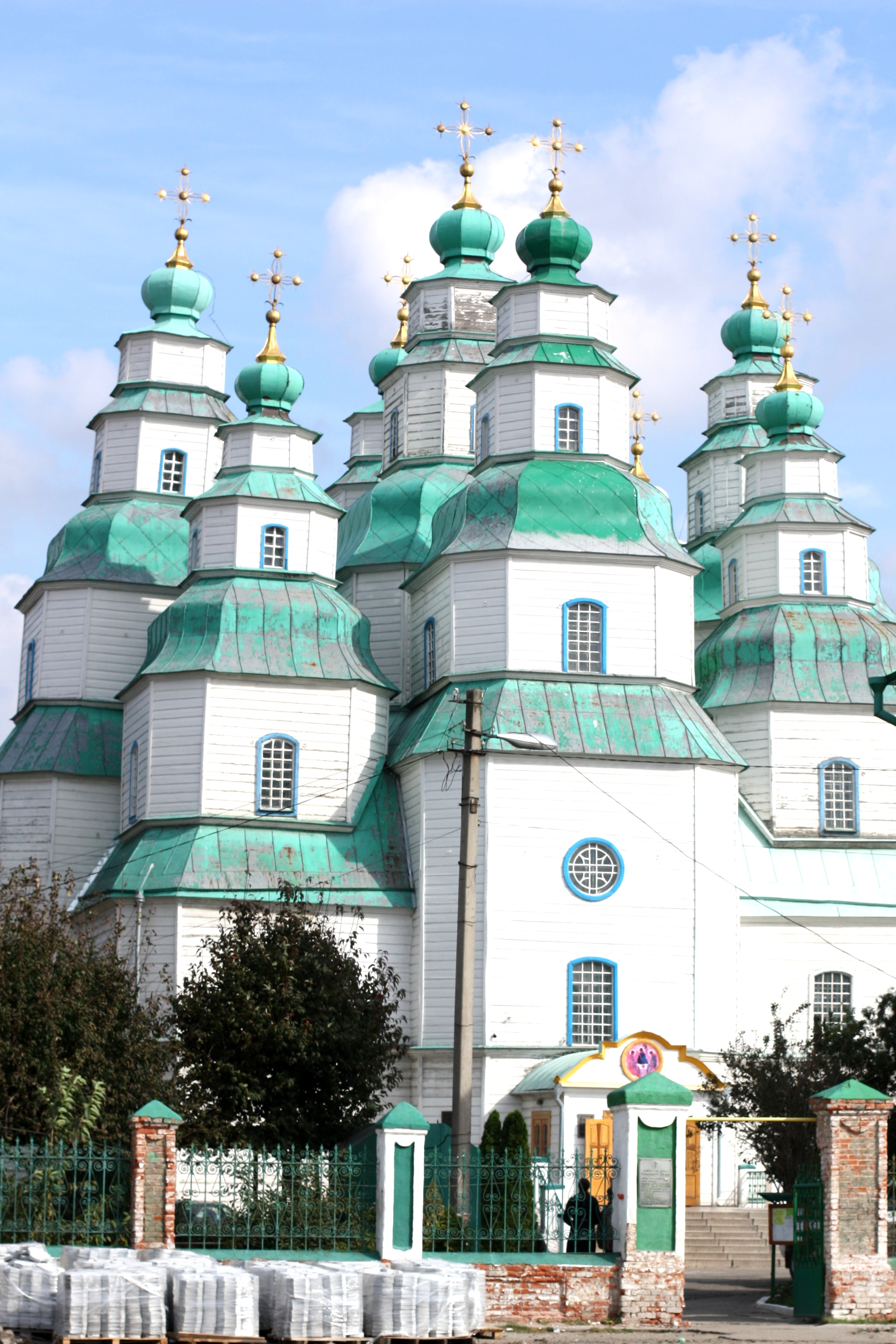
De Drie-eenheidskerk.

In 1688 ontstond er in Samar de eerste nederzetting, genaamd Samartschyk (ook wel Novoselytsja), gesticht door de Kozakken. Het groeide uit tot een belangrijk centrum van de Kozakken. In 1778 werd de houten Drie-eenheidskerk gebouwd en geopend. In 1794 kwam de stad Novomoskovsk te heten. Op 19 september 2024 werd de naam van de stad terug veranderd in Samar, waartoe ook in 1917 al een poging was gedaan.

## Geboren
- Viktor Skrypnyk (1969), voetbaltrainer